# Constantin Belinsky
Pour les articles homonymes, voir Belinsky.
Constantin Belinsky, né le 28 février 1904 à Bratslav (Ukraine) et mort le 17 avril 1999 à Paris 18e, est un affichiste, peintre et sculpteur français d'origine ukrainienne.
Il est, avec Roger Soubie, Boris Grinsson, Jean Mascii, René Ferracci, Clément Hurel et Michel Landi, l'un des plus prolifiques créateurs d'affiches de cinéma en France de la deuxième moitié du XXe siècle. 

## Carrière
Constantin Belinsky étudie la peinture et la sculpture à l'école des beaux-arts de Kishinev. Il s'installe en 1925 à Paris et dessine en 1930 ses premières affiches pour le cinéma. Parallèlement à son activité d'affichiste il  sculpte des nus féminins et pratique la peinture.
Dans son abondante production d'affiches aux compositions structurées, expressives et aux coloris vifs, on peut citer parmi les plus représentatives celles des distributions françaises des films La Fiancée de Frankenstein de James Whale ou Le ciel est à vous de Jean Grémillon.

## Affiches

### Années 1930
- 1932 : Scarface, de Howard Hawks [2]
- 1933 :
  - La Fille du régiment, de Pierre Billon
  - Le Jugement de minuit, d'Alexandre Esway
- 1936 : Le Scandale, de Marcel L'Herbier
- 1937 : Gueule d'amour, de Jean Grémillon
- 1938 :
  - J'accuse, d'Abel Gance
  - Mam'zelle vedette, d'Allan Dwan
- 1939 : Femme ou Démon, de George Marshall

### Années 1940
- 1940 : Le Retour de Frank James, de Fritz Lang
- 1943 : La Valse blanche, de Jean Stelli
- 1944 :
  - Le ciel est à vous, de Jean Grémillon[3]
  - L'Imposteur, de Julien Duvivier
  - Sarati le terrible, d'André Hugon
- 1945 : Sergent York, de Howard Hawks
- 1946 :
  - Les Clés du royaume de John M. Stahl
  - La Fiancée de Frankenstein, de James Whale
  - Jane Eyre, de Robert Stevenson
  - Laura d'Otto Preminger[4]
  - Le Livre de la jungle, de Zoltan Korda
  - Les Mille et Une Nuits, de John Rawlins
  - La Poursuite infernale, de John Ford
  - Tant que je vivrai, de Jacques de Baroncelli
- 1947 :
  - 13, rue Madeleine, de Henry Hathaway
  - Les Aventures de Casanova, de Jean Boyer
  - Boomerang !, d'Elia Kazan
  - Le Chant de Bernadette, de Henry King
  - Le Chevalier de la vengeance, de John Cromwell
  - La Dame de Shanghai,  d'Orson Welles[5]
  - La Maison des sept péchés de Tay Garnett
  - Péché mortel, de John M. Stahl
  - Les Raisins de la colère, de John Ford
  - Voyage sentimental, de Walter Lang
- 1948 :
  - Appelez nord 777, d'Henry Hathaway
  - Le Carrefour de la mort, de Henry Hathaway
  - Le Charlatan, de Edmund Goulding
  - Les Démons de la liberté, de Jules Dassin
  - Les Liens du passé, de S. Sylvan Simon
  - Othello, de George Cukor
  - Le Retour de Frank James, de Fritz Lang
  - Singapour, de John Brahm
  - La Vallée maudite, de George Waggner
- 1949 :
  - La Bataille du feu, de Maurice de Canonge
  - Dernier Amour, de Jean Stelli
  - Sa dernière foulée, de Joseph H. Lewis

### Années 1950
- 1950 :
  - Les Anciens de Saint-Loup, de Georges Lampin
  - La Bataille des sables, de George Sherman
  - La Fille des boucaniers, de Frederick de Cordova
  - Montana, de Ray Enright
  - On n'aime qu'une fois, de Jean Stelli
  - La Renarde, de Michael Powell
  - Rome Express, de Christian Stengel
- 1951 :
  - L'Enfant des neiges, d'Albert Guyot
  - L'Étranger dans la cité, de Robert Stevenson
  - Knock, de Guy Lefranc
  - Maria du bout du monde, de Jean Stelli
- 1952 :
  - L'Amour, Madame, de Gilles Grangier
  - Au cœur de la Casbah, de Pierre Cardinal
  - Quand les tambours s'arrêteront, de Hugo Fregonese
- 1953 :
  - Les Affameurs, d'Anthony Mann
  - Dortoir des grandes, de Henri Decoin
  - Entrons dans la danse, de Charles Walters
  - La Princesse et le voleur, de Lew Landers
  - Quand tu liras cette lettre, de Jean-Pierre Melville
  - Qui est sans péché ?, de Raffaello Matarazzo
  - Tant qu'il y aura des hommes de Fred Zinneman[6]
  - Le Testament de Monte-Cristo, de León Klimovsky
- 1954 :
  - L'Amour d'une femme, de Jean Grémillon
  - Boum sur Paris, de Maurice de Canonge
  - Brigade volante, de Fernando Cerchio
  - La Cage aux souris, de Jean Gourguet
  - Complot dans la jungle, de Lesley Selander
  - Les Enchaînés d'Alfred Hitchcock[7]
  - Dangereuse enquête, de Harold D. Schuster
  - Enquête à Venise, de Ralph Thomas
  - L'Équipée sauvage, de László Benedek
  - L'Étrange Créature du lac noir, de Jack Arnold
  - L'Expédition du Fort King, de Budd Boetticher
  - La Folie de l'or, de Ray Nazzaro
  - Hondo, l'homme du désert, de John Farrow
  - Jack Slade, le damné, de Harold D. Schuster
  - Le Jardin du diable, de Henry Hathaway
  - Je suis un aventurier, d'Anthony Mann
  - Johnny Guitare, de Nicholas Ray
  - Les Massacreurs du Kansas, d'André de Toth
  - Minuit... Champs-Élysées, de Roger Blanc
  - Orient Express, de Carlo Ludovico Bragaglia
  - Plus fort que le diable, de John Huston
  - Les Rebelles, de George Sherman
  - Règlement de comptes, de Fritz Lang
  - Les Révoltés de la cellule 11, de Don Siegel
  - La Rivière sans retour, d'Otto Preminger
  - Rumeur publique, de Maurizio Corgnati et Goffredo Alessandrini
  - Le Secret magnifique, de Douglas Sirk
  - Une fille sur la route, de Jean Stelli
- 1955 :
  - Alerte à Singapour, de Robert Aldrich
  - Boulevard du crime, de René Gaveau
  - Le Chevalier du roi, de Rudolph Maté
  - Les femmes mènent le jeu, de Giorgio Bianchi
  - Femmes sauvages, de Gregory G. Tallas
  - L'Homme qui n'a pas d'étoile, de King Vidor
  - La Madone des sleepings, de Henri Diamant-Berger
  - Mains criminelles, de Roberto Gavaldón
  - La Maison sur la plage, de Joseph Pevney
  - La Muraille d'or, de Joseph Pevney
  - Le Nettoyeur, de George Marshall
  - Le Pirate des mers du Sud, de Byron Haskin
  - Révolte dans la jungle, de Spencer Gordon Bennet
  - Symphonie d'une vie, de Hans Bertram
- 1956 :
  - Bonjour sourire, de Claude Sautet
  - Ces sacrées vacances, de Robert Vernay
  - La Chance d'être femme, d'Alessandro Blasetti
  - Les Cinq Dernières Minutes, de Giuseppe Amato
  - La Colline de l'adieu, de Henry King
  - La créature est parmi nous, de John Sherwood
  - Du sang dans le soleil, de Mario Monicelli
  - L'Enfer des hommes, de Jesse Hibbs
  - La Femme du hasard, d'Edward Ludwig
  - L'Homme de Lisbonne, de Ray Milland
  - La Joyeuse Prison, d'André Berthomieu
  - Louison Bobet, de Gilbert Caucanas
  - Maru Maru de Gordon Douglas
  - La Mousson, de Jean Negulesco
  - Les Promesses dangereuses, de Jean Gourguet
  - Quand le clairon sonnera, de Frank Lloyd
  - Le Sang à la tête réalisé par Gilles Grangier
  - Un Homme traqué, de Ray Milland
  - Une balle vous attend, de John Farrow
  - Ville sans loi, de Joseph H. Lewis
  - Le Voiturier du Mont-Cenis, de Guido Brignone
- 1957 :
  - L'Enquête de l'inspecteur Graham, de Harry Keller
  - L'Épée de la vengeance, de László Kiss
  - L'Extravagant Monsieur Cory, de Blake Edwards
  - Guet-apens chez les Sioux, de Lewis R. Foster
  - L'homme qui rétrécit, de Jack Arnold[8]
  - La Horde sauvage, de Joseph Kane
  - L'inspecteur aime la bagarre, de Jean Devaivre
  - Que les hommes sont bêtes, de Roger Richebé
- 1958 :
  - Le Décapité vivant, de Will Cowan
  - Meurtres sur la dixième avenue, de Arnold Laven
  - Le Monstre des abîmes, de Jack Arnold
  - La Moucharde, de Guy Lefranc
  - Passions juvéniles, de Kō Nakahira
  - La Ronde de l'aube, de Douglas Sirk
  - Sacrée Jeunesse, d'André Berthomieu
  - Le Sicilien, de Pierre Chevalier
  - La soif du mal, d'Orson Welles [9]
- 1959 :
  - Confidences sur l'oreiller, de Michael Gordon
  - Guendalina, d'Alberto Lattuada
  - Hiroshima mon amour, d'Alain Resnais
  - Jack l'Éventreur, de Robert S. Baker
  - Le Masque, de Crane Wilbur
  - Mirage de la vie, de Douglas Sirk
  - Le Pont, de Bernhard Wicki
  - Le Tigre du Bengale, de Fritz Lang
  - Le Tombeau hindou, de Fritz Lang
  - Tu seras reine, de Luis César Amadori
  - Un verre de whisky, de Julio Coll
  - Vacances à Paris, de Blake Edwards

### Années 1960
- 1960 :
  - Opération Jupons, de Blake Edwards
  - Piège à minuit, de David Miller
  - Prisonniers de la brousse, de Willy Rozier
  - Quand les canons se sont tus, de László Ranódy
- 1961 : 
  - Le Dernier passage, de Phil Karlson
  - La Fille des steppes, de Rolf Husberg
  - Romanoff et Juliette, de Peter Ustinov
- 1962 :
  - Alerte au barrage, de Jacques Daniel-Norman
  - Les Cavaliers de l'enfer, de Herbert Coleman
  - Les Dernières Aventures de Fra Diavolo, de Giorgio Simonelli
  - L'Effroyable Secret du docteur Hichcock, de Riccardo Freda
  - L'Enfer d'Okinawa, de Kiyoshi Komori
  - Goliath contre les géants, de Guido Malatesta
  - Le Jugement dernier, de Vittorio De Sica
  - La Parole donnée, d'Anselmo Duarte
  - Le Pont de la dernière chance, de Zika Mitrovic
  - Samson contre Hercule, de Gianfranco Parolini
  - La Vengeance du masque de fer, de Francesco De Feo
- 1963 :
  - Eva s'éveille à l'amour, de Gerry O'Hara
  - Le Narcisse jaune intrigue Scotland Yard, de Ákos von Ráthonyi
  - Les SS attaquent à l'aube, de Fadil Hadžić
  - Tarzan chez les coupeurs de têtes, de Guido Malatesta
- 1964 :
  - L'Arsenal de la peur, de Joseph Anthony
  - Dans les griffes de l'homme invisible (de), de Raphael Nussbaum
  - L'Île des dauphins bleus, de James B. Clark
- 1965 :
  - Chasseurs d'espions, de Jun Fukuda
  - Les Canons de San Antiogo, de Giacomo Gentilomo
  - La Chatte au fouet, de Douglas Heyes
  - Le Dernier des Mohicans, de Mateo Cano
  - Le Dernier Pistolet, de Sergio Bergonzelli
  - Deux des commandos, de Cyril Frankel
  - Du grisbi pour Hong Kong, de Manfred R. Köhler
  - L'Enfer de Gengis Khan, de Domenico Paolella
  - Jerry Cotton contre les gangs de Manhattan, de Harald Philipp
  - Le Petit Gondolier, de Manuel Mur Oti
  - Les Prairies de l'honneur, d'Andrew V. McLaglen
  - Sambo contre les hommes-léopards, de Carlo Veo
  - La Vierge de Nuremberg, d'Antonio Margheriti
- 1966 :
  - 077 : Intrigue à Lisbonne, de Federico Aicardi
  - L'agent Gordon se déchaîne, de Sergio Grieco
  - Baroud à Beyrouth, de Manfred R. Köhler
  - La Chambre des horreurs, de Hy Averback
  - Le Corps et le Fouet, de Mario Bava
  - Des fleurs pour un espion, de Umberto Lenzi
  - El Kebir, fils de Cléopâtre, de Ferdinando Baldi
  - Goliath à la conquête de Bagdad, de Domenico Paolella
  - Guet-apens à Téhéran, de Manfred R. Köhler
  - L'Homme de la Sierra, de Sidney J. Furie
  - Jerry Land, chasseur d'espions, de Juan de Orduña
  - Le Léopard de la jungle noire, de Luigi Capuano
  - Superman contre les femmes vampires, d'Alfonso Corona Blake
  - Le Trésor de Malaisie, de Luigi Capuano
  - Un colt pour McGregor, d'Alfonso Balcázar
  - Velouté à la nitro, de Harald Philipp
  - Vierges pour le bourreau, de Massimo Pupillo
- 1967 : 
  - Le Baptême du feu (film), de John Peyser
  - Le Cobra, de Mario Sequi
  - Coup de gong à Hong Kong, de Jürgen Roland
  - Le Dernier Jour de la colère, de Tonino Valerii
  - Du grisbi au Caire, de Duccio Tessari
  - Du suif dans l'Orient-Express, d'Alfred Weidenmann
  - F.B.I. contre l'œillet chinois, de Rudolf Zehetgruber
  - Johnny Yuma, de Romolo Guerrieri
  - Mission secrète pour Lemmy Logan, de Giorgio Stegani
  - Monsieur Dynamite, de Franz Josef Gottlieb
  - Le Pirate du roi, de Don Weis
  - Le Ranch de l'injustice, d'Andrew V. McLaglen
  - Le Rayon infernal, de Gianfranco Baldanello
  - Les Riches Familles, de David Lowell Rich
  - Tous les héros sont morts, de Joseph Sargent
- 1968 :
  - L'Affaire d'un tueur, de William Hale
  - L'Amour et le Péché, d'Ubaldo Ragona
  - La Brigade des cow-boys, de William Hale
  - Un colt nommé Gannon, de James Goldstone
  - Les Complices, de James Goldstone
  - Les envahisseurs attaquent, de Ishirô Honda
  - L'Évadé de Yuma, de Camillo Bazzoni
  - Le Gang du dimanche, de Ron Winston
  - La Jungle aux diamants, de Delbert Mann
  - L'Odyssée d'un sergent, de Buzz Kulik
  - Piège à San Francisco, de Józef Lejtes
  - Quand les colts sonnent le glas, de Níkos Fóskolos
  - Stefania, de Yánnis Dalianídis
  - Tous les héros sont morts, de Joseph Sargent
  - La Vallée du mystère, de Józef Lejtes

### Années 1970 et 1980
- 1970 :
  - Les Horreurs de Frankenstein, de Jimmy Sangster
  - Quatre Hommes aux poings nus, de Robert Topart
- 1972 : Sueur froide dans la nuit, de Jimmy Sangster
- 1974 : La Maison des filles perdues, de Pierre Chevalier
- 1977 : On m'appelle Dragon, de Ng See-yuen
- 1975 : Dr Jekyll et Sister Hyde, de Roy Ward Baker
- 1984 : L'Implacable Dragon chinois, de Fu Ching Wah

## Collections publiques
- Cinémathèque française